# Демаков, Константин Дмитриевич
Константин Дмитриевич Демаков (1941—2017) — советский и российский учёный в области ионной физики и микроэлектроники, лауреат Государственной премии СССР 1978 года.
После окончания физического факультета МГУ (1966) и до конца жизни работал в Институте атомной энергии им. И. В. Курчатова (с 1991 г. НИЦ «Курчатовский институт»), последняя должность — ведущий научный сотрудник.
В 1978 году за работу по созданию оборудования и технологии ионной имплантации присуждена Государственная премия СССР (в составе авторского коллектива: Гусев Виктор Михайлович, Гусева Мария Ильинична, Демаков Константин Дмитриевич).
В 1987 году защитил кандидатскую диссертацию на тему «Исследование и применение высокотемпературного ионного легирования кремния и карбида кремния».
Сочинения:
- В. М. Гусев, Н. П. Бушаров, К. Д. Демаков, Ю. Г. Козлов, «Влияние каналирования на распределение электрически активных атомов бора и фосфора, внедренных в монокристаллы кремния», Докл. АН СССР, 197:2 (1971), 319—322.
- В. М. Гусев, К. Д. Демаков, М. Г. Косаганова, М. Б. Рейдоман, В. Г. Столярова, Исследование электролюминесценции кристаллов SiC, ионно легированных бором, алюминием и галлием, ФТП, т.9, в.7, с. 1238—1242(1975).
- В. Г. Одинг, Ю. А. Водаков, Е. В. Калинина, Е. Н. Мохов, К. Д. Демаков, В. Г. Столярова, Г. Ф. Холуянов, «Катодолюминесценция SiC, ионно-легированного Al и Ar», Физика и техника полупроводников, 18:4 (1984), 700—703.
- Э. Е. Виолин, К. Д. Демаков, А. А. Кальнин, Ф. Нойберт, Е. Н. Потапов, Ю. М. Таиров, «Восстановление структуры слоев карбида кремния после ионной имплантации», Физика твердого тела, 26:5 (1984), 1575—1577.
- П. А. Александров, Е. К. Баранова, К. Д. Демаков, Ф. Ф. Комаров, А. П. Новиков, С. Ю. Ширяев, «Синтез монокристаллического карбида кремния с помощью одношаговой техники высокоинтенсивного ионного легирования», Физика и техника полупроводников, 20:1 (1986), 149—152.
- Аномальное поведение ионов мышьяка в кремнии, имплантируемых при 85`C [Текст] / К. Д. Демаков, В. А. Старостин // Журнал технической физики. — 2001. — Т. 71, N 4. — С. . 128—129.
- Получение и структурные исследования нанокомпозита на основе 3C-SiC / П. А. Александров, Н. Е. Белова, К. Д. Демаков, Л. М. Иванова, Ю. Ю. Кузнецов, Н. В. Степанов, С. Г. Шемардов // Вопросы атомной науки и техники. Сер. Термоядерный синтез. − 2007. − Вып. 1. − С. 68—75.

Жена — Демакова Ирина Дмитриевна (02.03.1938), заведующая кафедрой психологической антропологии Института детства МПГУ, доктор педагогических наук, профессор, почётный работник высшего профессионального образования Российской Федерации. Дети — Дмитрий, Екатерина и Константин.